# Горст Гайдер
Горст Гайдер (нім. Horst Geider; 7 вересня 1918, Штутгарт — 23 березня 1993) — німецький офіцер-підводник, оберлейтенант-цур-зее крігсмаріне.

## Біографія
1 квітня 1937 року вступив на флот. З липня 1941 року — 2-й вахтовий офіцер на підводному човні U-73. З 28 грудня 1941 по 15 січня 1942 року пройшов курс командира човна. З 16 січня по 9 листопада 1942 року — командир U-61, з 3 грудня 1942 року — U-761, на якому здійснив 2 походи (разом 57 днів у морі). 24 лютого 1944 року U-761 був важко пошкоджений в Гібралтарській протоці глибинними бомбами британських есмінців «Ентоні» та «Вішарт», британського бомбардувальника «Каталіна», двох американських бомбардувальників «Каталіна» і одного американського бомбардувальника «Вентура», після чого човен був затоплений командою. 9 членів екіпажу загинули, 48 (включаючи Гайдера) були врятовані і взяті в полон. 11 травня 1946 року звільнений.

## Звання
- Кандидат в офіцери (3 квітня 1937)
- Морський кадет (21 вересня 1937)
- Фенріх-цур-зее (1 квітня 1938)
- Оберфенріх-цур-зее (1 липня 1939)
- Лейтенант-цур-зее (1 серпня 1939)
- Оберлейтенант-цур-зее (1 вересня 1941)

## Нагороди
- Залізний хрест 2-го класу (1941)
- Нагрудний знак підводника (12 листопада 1941)